# Rhynchopsota
Rhynchopsota là một chi bướm đêm thuộc họ Geometridae.